# Kanton Bourganeuf
Bourganeuf is een kanton van het Franse departement Creuse. Het kanton maakt deel uit van de arrondissementen Guéret (13) en Aubusson (4).

## Gemeenten
Het kanton Bourganeuf omvatte tot 2014 de volgende 13 gemeenten:
- Auriat
- Bosmoreau-les-Mines
- Bourganeuf (hoofdplaats)
- Faux-Mazuras
- Mansat-la-Courrière
- Masbaraud-Mérignat
- Montboucher
- Saint-Amand-Jartoudeix
- Saint-Dizier-Leyrenne
- Saint-Martin-Sainte-Catherine
- Saint-Pierre-Chérignat
- Saint-Priest-Palus
- Soubrebost

Bij de herindeling van de kantons door het decreet van 17 februari 2014, met uitwerking op 22 maart 2015, werden er 4 gemeenten aan toegevoegd, afkomstig van het opgeheven
kanton Royère-de-Vassivière.

Op 1 januari 2019 werden de gemeenten Masbaraud-Mérignat en Saint-Dizier-Leyrenne samengevoegd tot de fusiegemeente (commune nouvelle) Saint-Dizier-Masbaraud.
Sindsdien omvat het kanton volgende gemeenten: 
- Auriat
- Bosmoreau-les-Mines
- Bourganeuf (hoofdplaats)
- Faux-Mazuras
- Mansat-la-Courrière
- Montboucher
- Saint-Amand-Jartoudeix
- Saint-Dizier-Masbaraud
- Saint-Junien-la-Bregère
- Saint-Martin-Sainte-Catherine
- Saint-Moreil
- Saint-Pardoux-Morterolles
- Saint-Pierre-Bellevue
- Saint-Pierre-Chérignat
- Saint-Priest-Palus
- Soubrebost